# Attica (Indiana)
Attica is een plaats (city) in de Amerikaanse staat Indiana, en valt bestuurlijk gezien onder Fountain County.

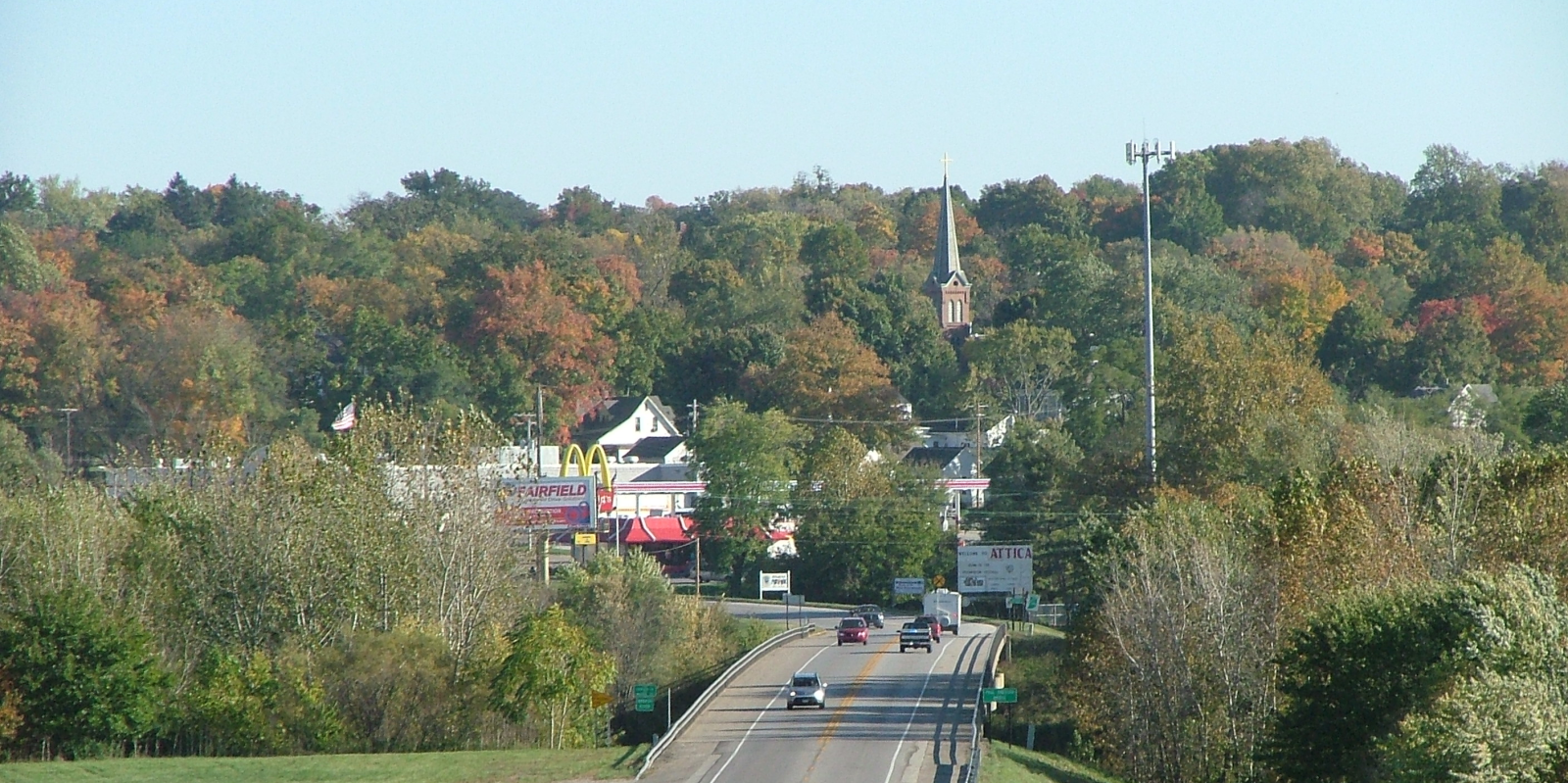
Zicht op Attica

## Demografie
Bij de volkstelling in 2000 werd het aantal inwoners vastgesteld op 3491.
In 2006 is het aantal inwoners door het United States Census Bureau geschat op 3385, een daling van 106 (-3,0%).

## Geografie
Volgens het United States Census Bureau beslaat de plaats een oppervlakte van
3,9 km², geheel bestaande uit land. Attica ligt op ongeveer 166 m boven zeeniveau.

## Geboren
- George Hay (1895-1968), journalist en radio-omroeper; oprichter van de Grand Ole Opry

## Plaatsen in de nabije omgeving
De onderstaande figuur toont nabijgelegen plaatsen in een straal van 20 km rond Attica.